# İsgəndərli (Masallı)
İsgəndərli è un comune dell'Azerbaigian situato nel distretto di Masallı. Conta una popolazione di 2.378 abitanti.